# منجم سوما
منجم فحم إينز Eynez coal mine ، او منجم فحم سوما هو منجم فحم طويل مهجور تحت الأرض  في تركيا بالقرب من بلدة سوما في مقاطعة مانيسا .  وكان المنجم، وهو ذات ملكية عامة مملوكة لشركة تركية TKI، تديره شركة في القطاع الخاص اسمها شركة سوما للفحم، وفي مايو 2014، وقعت كارثة منجم سوما في المنجم، مما أسفر عن مقتل 301 شخص. في مايو 2018، حاولت TKI إعادة طرح رخصة التشغيل. 

## روابط خارجية
- منجم الفحم Eynez على شاشة مراقبة الطاقة العالمية